# Złotawek nieparek
Złotawek nieparek (Chrysochraon dispar) – euroazjatycki gatunek higrofilnego owada prostoskrzydłego z rodziny szarańczowatych (Acrididae) związany z bagnami, torfowiskami i wilgotnymi łąkami. 
W Polsce jest gatunkiem szeroko rozprzestrzenionym. Nie wykazano go jedynie z Pobrzeża Bałtyku, Sudetów Zachodnich, Kotliny Nowotarskiej, Pienin i Tatr.